# 長體鿳
長體鿳（學名：Kyphosus cornelii）又稱長體舵魚為輻鰭魚綱日鱸目鿳科鿳屬的其中一種，傳統上屬於鱸形目。
本魚分布於澳洲西南部海域，體長可達70公分，棲息在沿岸海域，可作為食用魚。